# كتاب فنون العجائب
كتاب فنون العجائب هو كتاب عن حكايات وعجائب، ألفه الحافظ أبو سعيد النقاش، أورد المؤلف في كتابه حكايات غريبة تحكي أشياء عجيبة قد لا يصدقها العقل، لأن فيها من التهاويل الشيء الكثير، وأورد النقاش بعض الأحاديث الصحيحة التي أخبر بها الرسول صلى الله عليه وسلم كحديث البقرة التي تكلمت وكلام الذئب وحديث الغار وغير ذلك مما صح عن النبي.